# Zieloni Globalni

Logo Zielonych Globalnych

Zieloni Globalni (ang. Global Greens) to międzynarodowa sieć partii Zielonych i ruchów politycznych. Pracę sieci koordynuje Global Green Coordination.
Partie Zielonych współpracujące w ramach Zielonych Globalnych są zrzeszone w czterech organizacjach regionalnych:
- Federacja Partii Zielonych Afryki,
- Federacja Partii Zielonych Ameryk,
- Zielona Sieć Azja-Pacyfik,
- Europejska Federacja Partii Zielonych.

16 kwietnia 2001 w Canberze, Australia 800 Zielonych z 70 krajów przyjęło przez konsensus Kartę Zielonych Globalnych (Global Greens Charter).
W Polsce do Zielonych Globalnych, poprzez Europejską Federację Partii Zielonych, należy Partia Zieloni.
Drugi Kongres Zielonych Globalnych odbył się 1-4 maja, 2008 roku w São Paulo, Brazylii.

## Karta Zielonych Globalnych
Jest to dokument polityczny, który uchwaliło 800 delegatek i delegatów z partii Zielonych z 70 krajów na pierwszym spotkaniu Zielonych Globalnych w Canberze, Australia w kwietniu 2001.
Partie-sygnatariuszki i ruchy polityczne Zielonych Globalnych w preambule określiły wspólne wartości, takie jak obawa przed degradacją środowiska naturalnego, walka z powodującym ludzkie cierpienie rasizmem, ksenofobią i nietolerancją, nierównomierny rozwój świata, kolonializm i wyzysk jako przyczyny niepokojów na skalę globalną, walka o zmniejszenie rozwarstwienia między biednymi a bogatymi, równouprawnienie płci czy też współpraca zamiast konkurencji jako źródło zwycięstwa prawdziwej demokracji.